# Guilford Center
Guilford Center es un lugar designado por el censo ubicado en el condado de New Haven en el estado estadounidense de Connecticut. En el año 2010 tenía una población de 2,597 habitantes.

## Geografía
Guilford Center se encuentra ubicado en las coordenadas 41°16′53″N 72°40′34″O / 41.28139, -72.67611.